# 帯域幅調整
帯域幅調整（たいいきはばちょうせい）または、帯域幅制限（たいいきはばせいげん）、帯域制限（たいいきせいげん）（英: Bandwidth throttling）とは、帯域幅を必要とするサーバなどの機器について、一定時間当たりの送受信データ量を制限する手法である。帯域幅調整は、ネットワークの混雑を制限することで Quality of Service (QoS) の確保の助けとなり、サーバのクラッシュを減らす効果がある。
Webサーバなどのサーバは、インターネットなどのコンピュータネットワークに接続され、クライアントコンピュータからの要求への応答としてデータを提供する。当然ながら、クライアント群の要求が集中する時期（例えば、一日のうちの特定の時間帯）が存在する。そのようなピークでは、コネクション上にデータが停滞したり（ボトルネック）、サーバがクラッシュしたりして、サービス不能となる場合がある。そのような問題を防ぐため、サーバ管理者は帯域幅調整を実施して、一定時間当たりにサーバが応答する要求数を制御したりする。
サーバが帯域幅調整を行っている場合に、管理者が設定した限界に達したとき、それ以上の要求をブロックする。一般的なブロック方法としては、要求をキューに入れてしまい、使用帯域幅が限界未満になるまで要求の処理を遅延させる。Webサーバなどの帯域幅調整では、ユーザーからのフォーム送信などの書き込み要求や転送要求は通常通り受け付けられることが多い。
Peer to Peer (P2P) ネットワークプログラムなどのソフトウェアでも、同様の帯域幅調整機能を持っており、アップロードとダウンロードの転送レートの上限をユーザーが設定できる。それにより、そのユーザーのインターネット接続における帯域幅を使い切らないようにする。